# Corry Koningsdag
Corry Koningsdag is een lied van de Nederlandse zangeres Corry Konings in samenwerking met rapper Brownie Dutch. Het werd in 2019 als single uitgebracht. 

## Achtergrond
Corry Koningsdag is geschreven door Renaldo Dennis Remy van Tuil en Darius Dante. Het is een nummer uit de genres nederpop en nederhop. De titel is een woordspeling op de naam van de zangeres en Koningsdag en het lied is dan ook een ode aan deze feestdag. Het nummer was onderdeel van een reclamecampagne van de Staatsloterij.
Het is de eerste keer dat de twee artiesten samen op een hitsingle te horen zijn. Wel hebben ze eerder met elkaar samengewerkt bij televisieprogramma Ali B op volle toeren, toen Corry Konings een lied van de rapper Kempi bewerkte en Brownie Dutch deze bewerking produceerde.

## Hitnoteringen
De artiesten hadden weinig succes met het lied. De Single Top 100 werd niet bereikt en er was ook geen notering in de Top 40. Bij laatstgenoemde was er wel de 21e plaats in de Tipparade.